# Zlatý Bažant
Zlatý Bažant ("Злати Бажант", букв. Золотий Фазан) — словацька пивна торговельна марка. Належить одному з найбільших світових виробників пива корпорації Heineken International, яка на словацькому ринку також виробляє пиво торговельних марок Corgoň та Kelt. Пиво торговельної марки виробляється на потужностях броварні у містечку Гурбаново на південному заході Словаччини.
На ринку США назва торговельної марки перекладається англійською мовою: Golden Pheasant.

## Історія
1969 року у містечку Гурбаново розпочала працювати броварня, збудована на основі започаткованого двома роками раніше солодового виробництва. Пиво нової броварні було назване Zlatý Bažant і швидко завоювало популярність у тогочасній Чехословаччині. Вже протягом перших десяти років діяльності броварні пиво Zlatý Bažant почало експортуватися до 12 країн світу, включаючи не лише СРСР та інших учасників Варшавського договору, але й такі країни як Австрія, Данія, Греція та навіть Уганда.
1971 року на підприємстві у Гурбаново було запущено першу в Чехословаччині лінію з розливу пива у жерстяні банки.
Нового розвитку історія броварні й бренду Zlatý Bažant отримала 1995 року, коли їх власником став нідерландський пивоварний гігант Heineken, який інвестував значні кошти у модернізацію виробництва та масштабні маркетингові заходи для посилення позицій цієї торговельної марки на внутрішньому і зовнішніх ринках. Зокрема, протягом 1995—1999 років ТМ Zlatý Bažant виступала титульним спонсором словацького хокейного клубу «Банська Бистриця», який у ці роки мав назву Iskra Zlatý Bažant. В результаті активності нового власника обсяги продажів пива Zlatý Bažant на ринку Словаччини за декілька років подвоїлися, а солодове виробництво броварні стало найбільшим у регіоні з потужністю 140 тисяч тонн солоду на рік.
Наразі операційне управління активами Heineken у Словаччині здійснюється дочірньою компанією Heineken Slovensko.

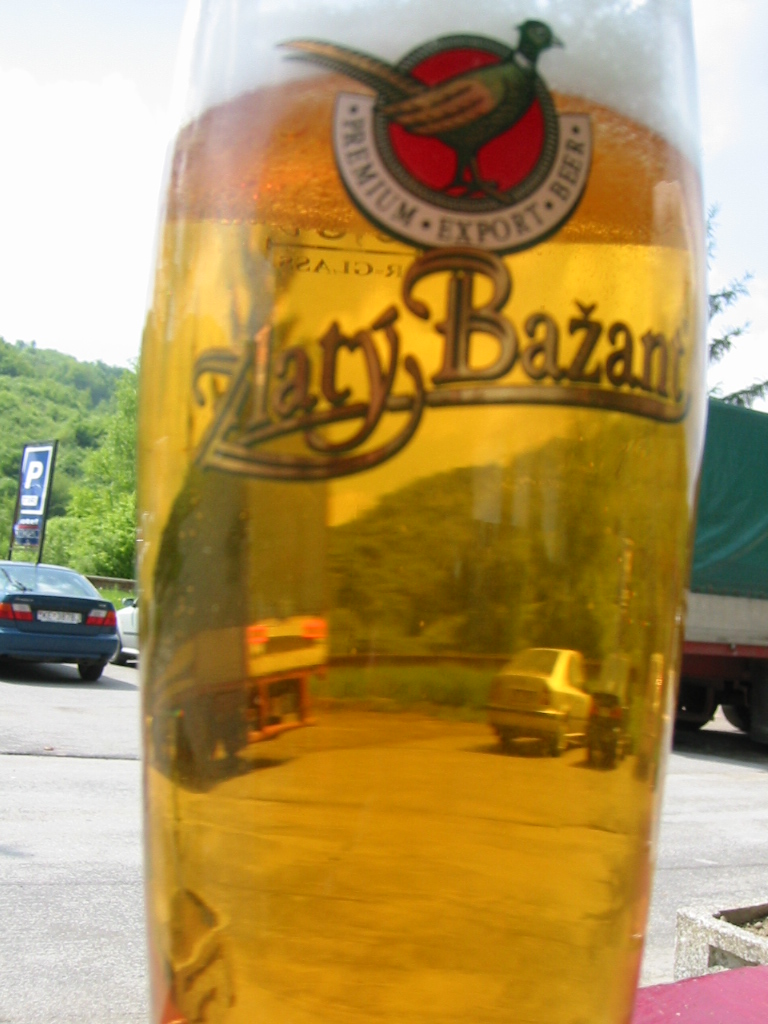
Келих світлого Zlatý Bažant

## Асортимент пива
- Svetlé pivo 10% — світле пиво з густиною 10 % та вмістом алкоголю 4,3 %; тара — пляшка 0,5л, банка 0,5л;
- Svetlé pivo 12% — світле пиво з густиною 12 % та вмістом алкоголю 5,0 %; тара — пляшки 0,33л та 0,5л, банка 0,5л;
- Tmavé pivo — темне пиво з густиною 10 % та вмістом алкоголю 3,8 %; тара — пляшки 0,33л та 0,5л;
- Nealkoholické světlé pivo — безалкогольне світле пиво (до 0,5 % алк.) з густиною 5,7 %; тара — пляшки 0,33л та 0,5л;